# Darach Ó Séaghdha

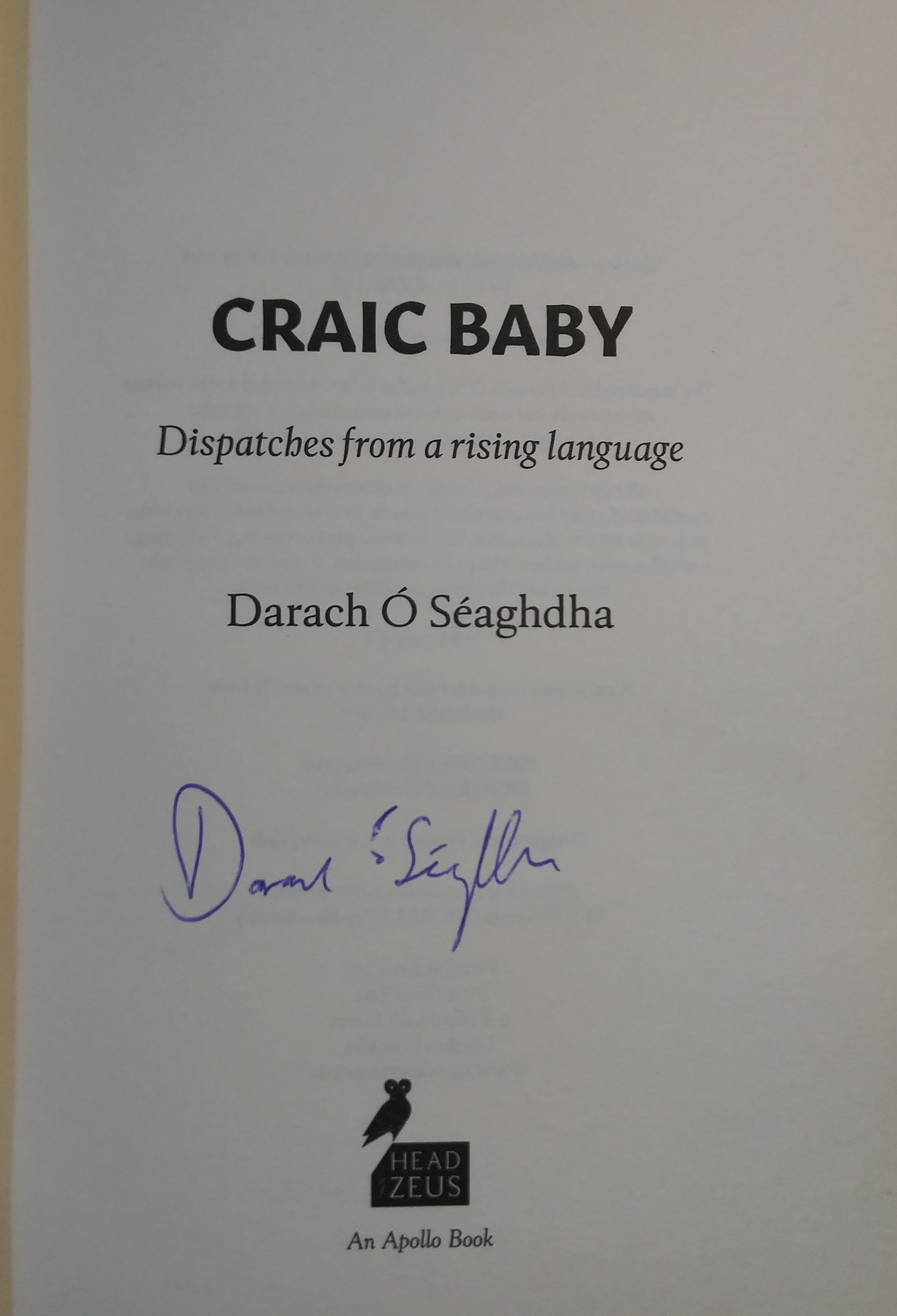
Von Darach Ó Séaghdha signiertes Buch

Darach Ó Séaghdha (* 5. September 1977) ist ein irischer Schriftsteller und Podcaster.
Darach Ó Séaghdha wuchs in Rathfarnham als Sohn eines Linguisten auf. Die Eltern von Ó Séaghdha sprachen untereinander Irisch, mit ihren Kindern allerdings Englisch. Als sein Vater krank wurde, begann sich Ó Séaghdha intensiver mit dem Irischen zu beschäftigen, lernte die Sprache und teilte interessante irische Phrasen und Ausdrücke auf Twitter.
Er ist der Autor von Motherfoclóir: Dispatches from a not so dead language (Head of Zeus, 2017), das 2017 den Irish Book Award in der Kategorie Ireland AM Popular Non-Fiction Book of the Year gewann.
Ó Séaghdha ist verheiratet und hat eine Tochter.

## Werke
- Motherfoclóir: Dispatches from a not so dead language. Head of Zeus, London 2017
- Craic Baby: Dispatches from a Rising Language. Head of Zeus, London 2018